# Tano sud
Le district de Tano sud est l’un des 22 districts de la Région de Brong Ahafo du Ghana.
Il a été créé par décret présidentiel le 12 novembre 2003 par la scission du district de Tano qui donna également naissance au district de Tano nord